# 제4의 사나이
"제4의 사나이"는 1969년 공개된 대한민국의 영화이다.

## 배역
- 이대엽
- 윤정희
- 주난지
- 장동휘
- 오지명
- 문오장